# Lepanthes laxiflora
Lepanthes laxiflora är en orkidéart som beskrevs av Carlyle August Luer. Lepanthes laxiflora ingår i släktet Lepanthes och familjen orkidéer. Inga underarter finns listade i Catalogue of Life.